# Homoioi

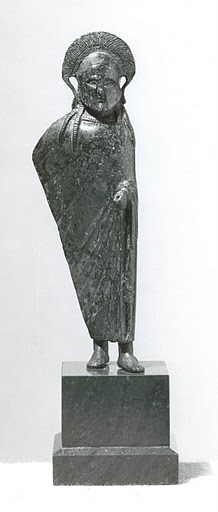
Officier Spartiate - Bronze -

Homoioi est, en grec ancien, le nom donné aux citoyens de Sparte dans l'Antiquité.
Le terme vient du grec ancien Ὅμοιοι / Hómoioi qui signifie littéralement « les Semblables » ; on emploie également la traduction « les Pairs » pour mettre l'accent sur le caractère aristocratique de Sparte. La traduction classique « les Égaux », reprise lors de la Révolution française, est en fait inexacte : elle renvoie au grec Ἴσοι / Ísoi ; les deux concepts sont distincts,. Le terme n'est pas employé par les premiers historiens grecs, Hérodote et Thucydide. Il se retrouve chez le pseudo-Xénophon, et chez Xénophon,, ainsi que chez Aristote,
Les critères de la citoyenneté spartiate étaient particulièrement sélectifs. Les homoioi devaient descendre d'un père citoyen et d'une mère fille de citoyen. De plus, pour avoir le statut d’homoioi, les individus devaient avoir subi et réussi l’agogê, l'éducation spartiate du citoyen, et avaient l'obligation de participer quotidiennement au banquet des citoyens (la syssitie), en y apportant leur quotepart de nourriture (ou en la payant). Le corps des homoioi est resté si restreint qu'il est estimé à 1200 au moment de la défaite de Sparte face à l'armée de Thèbes à Leuctres (-371) : les pertes, probablement de l'ordre de 400 hoplites, privaient la cité d'un tiers du corps civique. La perte d'influence de Sparte au IIIe siècle av. J.-C. serait liée à cette restriction du nombre des homoioi, phénomène désigné par les historiens par le nom d’oliganthropie.